# Srednji Statovac
Srednji Statovac (en serbe cyrillique : Средњи Статовац) est un village de Serbie situé dans la municipalité de Prokuplje, district de Toplica. Au recensement de 2011, il comptait 29 habitants.

## Démographie
| 1948 | 1953 | 1961 | 1971 | 1981 | 1991 | 2002 | 2011 |
| ---- | ---- | ---- | ---- | ---- | ---- | ---- | ---- |
| 270  | 278  | 245  | 150  | 96   | 61   | 38   | 29   |

|  |